# Portugal Cove-St. Philip's
Portugal Cove-St. Philip's es un pueblo canadiense situado en la provincia de Terranova y Labrador.

## Superficie
Portugal Cove-St. Philip's tiene una superficie de 57,61 km².

## Demografía
En 2021, tenía 8415 habitantes, una densidad poblacional de 146,1 hab./km², y 3357 viviendas.